# 628 (tal)
628 är det naturliga heltal som följer 627 och följs av 629.

## Matematiska egenskaper
- 628 är ett jämnt tal.
- 628 är ett sammansatt tal.
- 628 är ett palindromtal i det Duodecimala talsystemet.

## Inom vetenskapen
- 628 Christine, en asteroid.